# Banco Unión
O Banco Unión é um banco estatal boliviano com sede em La Paz. Foi fundado em 5 de novembro de 1981 e é uma das principais instituições do país.

Como intermediário financeiro público, o Banco Unión realiza operações financeiras para a administração pública em diferentes níveis de governo, além de oferecer serviços financeiros ao público em geral. O Banco Unión também administra a maioria dos depósitos mantidos por entidades públicas e governamentais. Juntamente com o Banco Central da Bolívia, o Banco Unión é um dos dois instrumentos financeiros do Estado boliviano.
Em 2022, o Banco Unión contava com 255 agências e 475 caixas eletrônicos nos nove departamentos da Bolívia.

## História
Em 28 de julho de 1979, o governo boliviano estabeleceu uma nova entidade financeira pública chamada Banco de la Unión S.A. por meio da escritura pública nº 93, que iniciou suas operações em 5 de novembro de 1981. Um ano depois, o banco abriu seu primeiro escritório em La Paz e, mais tarde, em Santa Cruz de la Sierra. Por meio do Tesouro Nacional, o governo estabeleceu uma participação de 97% no novo banco, cujo objetivo principal era prestar serviços financeiros a entidades da administração pública boliviana.
Em 17 de outubro de 1996, a Autoridade de Supervisão do Sistema Financeiro (ASFI) aprovou a mudança do nome da empresa para Banco Unión S.A.
Entre 2004 e 2006, o Banco Unión passou por um período de reorganização, graças ao aumento da receita financeira e dos ativos bancários. Em 2009, o banco mudou seu domicílio legal de Santa Cruz de la Sierra para La Paz, a sede do governo do país.